# Panamerikanische Spiele 2015/Leichtathletik – 800 m der Frauen

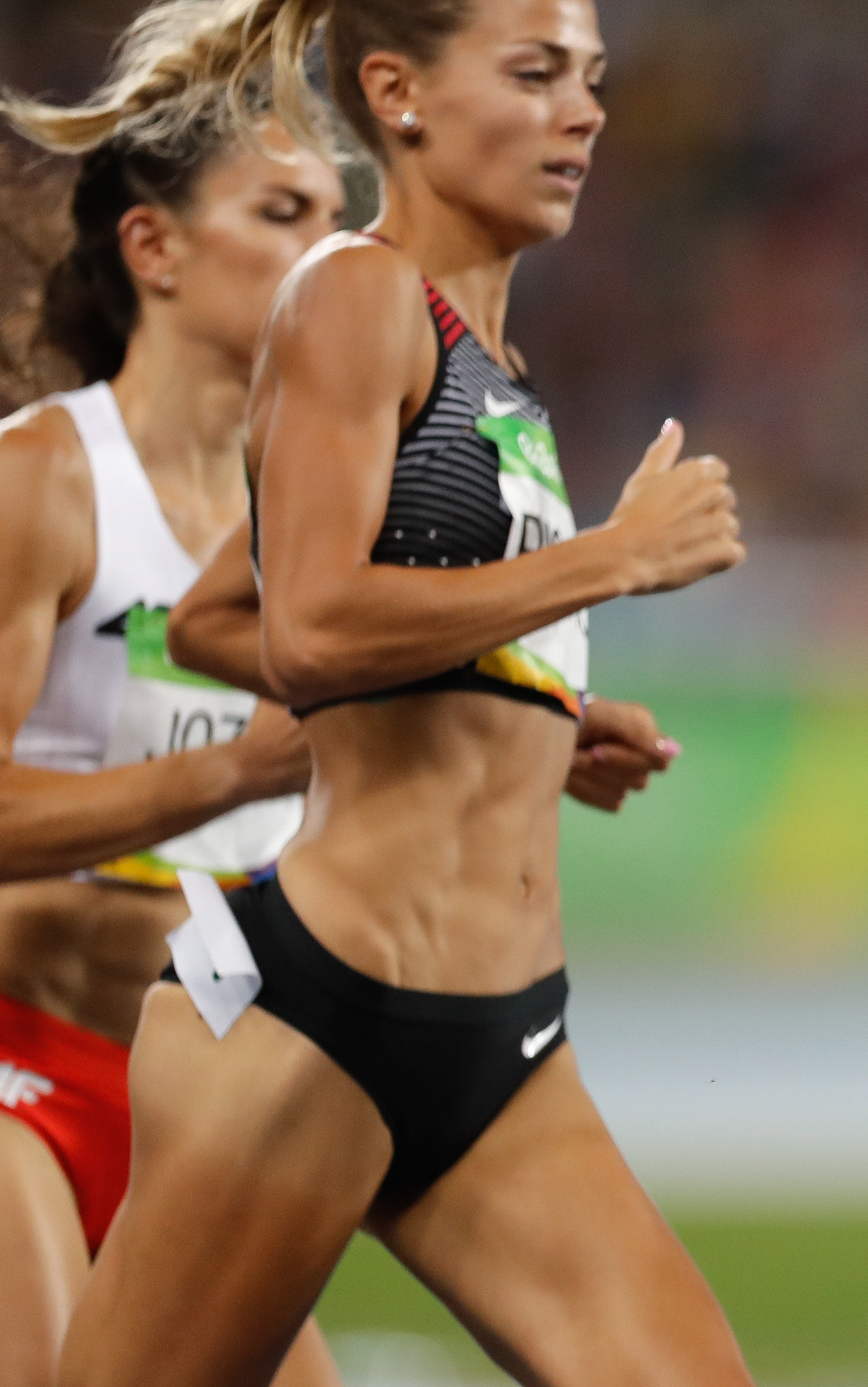
Die Siegerin Melissa Bishop (2016)

Der 800-Meter-Lauf der Frauen bei den Panamerikanischen Spielen 2015 fand am 21. und 22. Juli im CIBC Pan Am und Parapan Am Athletics Stadium in Toronto statt.
14 Läuferinnen aus neun Ländern nahmen an den Läufen teil. Die Goldmedaille gewann Melissa Bishop nach 1:59,52 min, Silber ging an Alysia Montaño mit 1:59,76 min und die Bronzemedaille gewann Flávia de Lima mit 2:00,40 min.

## Rekorde
Vor dem Wettbewerb galten folgende Rekorde:
| Weltrekord        | Jarmila Kratochvílová | 1:53,28 min | München, BR Deutschland                  | 26. Juli 1983  |
| Rekord der Spiele | Ana Fidelia Quirot    | 1:58,71 min | Panamerikanische Spiele in Havanna, Kuba | 8. August 1991 |

## Halbfinale
Aus den zwei Halbfinalläufen qualifizierten sich die jeweils drei Ersten jedes Laufes – hellblau unterlegt – und zusätzlich die zwei Zeitschnellsten – hellgrün unterlegt – für das Finale.

### Lauf 1
21. Juli 2015, 18:45 Uhr
| Platz | Bahn | Athletin        | Land                | Zeit (min) |
| ----- | ---- | --------------- | ------------------- | ---------- |
| 1     | 7    | Flávia de Lima  | Brasilien           | 2:02,39    |
| 2     | 2    | Alysia Montaño  | Vereinigte Staaten  | 2:02,95    |
| 3     | 6    | Jessica Smith   | Kanada              | 2:03,34    |
| 4     | 4    | Gabriela Medina | Mexiko              | 2:03,94    |
| 5     | 8    | Alena Brooks    | Trinidad und Tobago | 2:07,82    |
| 6     | 5    | Alethia Marrero | Puerto Rico         | 2:11,39    |
| 7     | 3    | Sahily Diago    | Kuba                | 2:13,72    |

### Lauf 2
21. Juli 2015, 18:55 Uhr
| Platz | Bahn | Athletin          | Land               | Zeit (min) |
| ----- | ---- | ----------------- | ------------------ | ---------- |
| 1     | 7    | Rose Mary Almanza | Kuba               | 2:04,39    |
| 2     | 5    | Melissa Bishop    | Kanada             | 2:04,51    |
| 3     | 3    | Phoebe Wright     | Vereinigte Staaten | 2:04,88    |
| 4     | 6    | Kimarra McDonald  | Jamaika            | 2:05,72    |
| 5     | 4    | Erika Lima        | Brasilien          | 2:06,44    |
| 6     | 2    | Cristina Guevara  | Mexiko             | 2:08,11 SB |
| 7     | 8    | Sonia Gaskin      | Barbados           | 2:09,01    |

## Finale
22. Juli 2015, 19:30 Uhr
| Platz | Bahn | Athletin          | Land               | Zeit (min) |
| ----- | ---- | ----------------- | ------------------ | ---------- |
|       | 4    | Melissa Bishop    | Kanada             | 1:59,52    |
|       | 3    | Alysia Montaño    | Vereinigte Staaten | 1:59,76    |
|       | 7    | Flávia de Lima    | Brasilien          | 2:00,40 PB |
| 4     | 5    | Rose Mary Almanza | Kuba               | 2:01,82    |
| 5     | 8    | Jessica Smith     | Kanada             | 2:03,02    |
| 6     | 1    | Gabriela Medina   | Mexiko             | 2:03,91    |
| 7     | 6    | Phoebe Wright     | Vereinigte Staaten | 2:04,17    |
| 8     | 2    | Kimarra McDonald  | Jamaika            | 2:04,37    |